# Anne Lévy-Morelle
Anne Lévy-Morelle est une réalisatrice belge née à Bruxelles le 19 février 1961. 
Elle est licenciée de la faculté de philosophie et lettres de l'Université libre de Bruxelles (ULB) et diplômée de l'Institut national supérieur des arts du spectacle en section film/radio/télévision. Maitre de conférences à l'ULB.
En 1986, elle est assistante-réalisatrice des frères Dardenne pour Falsch.
Elle a travaillé pour l'émission Strip-tease (RTBF).
Son hobby est l'écriture et sa nouvelle Fureur divine a été primée lors du concours organisé par le Ministère de la Communauté française dans le cadre de la Fureur de lire 1995.

## Filmographie
- 1986 : Gare du Luxembourg (Grand Prix de la Communauté française de Belgique au Festival de Namur Média, 1986, et Primo roh du Festival d'Agrigente internationale Effebo d'Oro, 1987)
- 1987 : Tout va (très) bien (Prix du Ministère de la région Wallonne au Festival de Namur Média, 1987, et Prix du meilleur film documentaire au Festival international du cinéma de Bruxelles, 1988)
- 1989 : Les Tentations d'Albert
- 1992 : Manfred (commande du Théâtre royal de la Monnaie)
- 1997 : Le Rêve de Gabriel (documentaire ; prix André-Cavens, nombreuses sélections en festivals dont le FIPA, nommé au lofi ten de la Cologne Conference A.- Screening)
- 2000 : Sur la pointe du cœur (documentaire poétique sur l'hôpital Saint-Pierre de Bruxelles)
- 2005 : Le Collège de Brackenhurst (NTU), Angleterre, épisode 28 de la série Kaléidoscope
- 2007 : Manneken Pis, l'enfant qui pleut
- 2014 : Casus Belli